# Giacomo Zaccaria
Monsignor Giacomo Zaccaria (Ricò, 1904 – Forlì, 1991) è stato uno storico italiano.

## Biografia
Nato nella frazione di Ricò, Mons. Zaccaria è stato uno storico locale, precursore di quell'indirizzo storiografico affermatosi in Francia nel corso del Novecento, la nouvelle histoire tendente a valorizzare tutti gli aspetti sociali dei fatti storici indagati.
Ha svolto per oltre cinquant'anni studi sistematici presso gli archivi storici della Romagna, oltre che a Firenze e Roma. Nel corso di quegli studi ha redatto un prezioso schedario conservato dal 1992 presso l'Archivio di Stato di Forlì, composto da 21 519 schede che si riferiscono ai territori di Forlì, Meldola, Forlimpopoli, Bertinoro, Castrocaro, Cesena, Ravenna, Verucchio e Teodorano e che coprono il periodo che comprende i secoli XIII-XVI (cioè dal tardo medioevo alla prima età moderna).
Le schede di lavoro erano inizialmente state compilate per scrivere i due volumi sulla storia di Meldola, tuttavia oggi appaiono di grande importanza per la conoscenza della storia dei territori romagnoli.